# Станкевич, Вера Михайловна
Ве́ра Миха́йловна Станке́вич (6 января 1920, Петроград — 2007 — Петербург) — русская советская балерина, педагог. Заслуженная артистка РСФСР (1954)

## Биография
В 1940 году окончила Ленинградское хореографическое училище. Её педагогами были Е. Н. Гейденрейх и Мария Фёдоровна Романова. В том же году дебютировала в Ленинградском Малом театре в балете «Коппелия».
Во время Великой Отечественной войны в составе балетного коллектива под руководством Ольги Генриховны Иордан с 1942 по 1944 годы выступала с концертами в блокадном Ленинграде, Кронштадте, в воинских частях Ленинградского фронта. Награждена медалью «За боевые заслуги».
С 1944 по 1964 танцевала в Ленинградском Малом театре. Вера Станкевич — балерина лирико-драматического амплуа. «Её танец отличался чистотой линий и прекрасной классической школой».
Умерла в 2007 году, похоронена на Красненьком кладбище Санкт-Петербурга

## Балетный репертуар
Первая исполнительница партий
Марья-краса — в балете «Чудесная фата», 1947 года, балетмейстера Нины Анисимовой
На Веру Станкевич Леонид Якобсон поставил балет «Сольвейг»
25 января 1952 года, балет был поставлен на сцене Ленинградского Малого театра, в музыкальной редакции Асафьева и Корнблита. Художники В. М. Ходасевич П. А. Штерич, В. М. Купер, дирижёр Корнблит: Сольвейг — В. М. Станкевич, властительница Ледяного царства — М. Б. Даровская, Олаф — Н. Л. Морозов, Дружко — В. М. Тулубьев, Подружка — Р. С. Шевченко, Сваха — Н. Н. Латонина, Сват — Н. Н. Филипповский.
- 1953 — «Семь красавиц», композитор Кара Караев, балетмейстер Пётр Гусев — Айша
- 1954 — «Двенадцать месяцев» на музыку Битова. Балетмейстер Б. А. Фенстер —  Добрунка
- 1956 — «Голубой Дунай» на музыку И. Штрауса. Балетмейстер Б. А. Фенстер — Анна
- 1959 — «Эрос», балетмейстер К. Ф. Боярский (по М. М. Фокину) —  Девушка
- 1959 — «Франческа да Римини», балетмейстер К. Ф. Боярский — Франческа
- 1960 — «Хлоя», балетмейстер Г. И. Давиташвили

Партии классического репертуара
- Одетта — Одиллия — «Лебединое озеро», балетмейстер Мариус Петипа, музыка: Пётр Чайковский
- Лиза в балете «Тщетная предосторожность», балетмейстер Леонид Лавровский, музыка: Петер Гертель, которая была дополнена произведениями Л. Делиба, Р. Е. Дриго, Л. Ф. Минкуса. Ц. Пуни, А. Г. Рубинштейна (в обработке П. Э. Фельдта). (Премьера была раньше 10 января 1937 года. Художник Т. Г. Бруни, дирижёр П. Э. Фельдт; Лиза — Г. Н. Кириллова, Колен — С. П. Дубинин, Марцелина — А. А. Орлов.)
- Исполняла партию Сванильды в балете «Коппелия» на музыку Лео Делиба, который за время её работы в театре ставился дважды:

1. 4 апреля 1934 года — по сценарию Ф. В. Лопухова, Франца исполнял Пётр Гусев
2. В 1949 году — новая постановка, сценография — Г. Б. Ягфельд, балетмейстер — Н. А. Анисимова, художник Т. Г. Бруни, дирижёр — Е. М. Корнблит; Франц — Н. Л. Морозов.

## Педагог
- С 1964 по 1983 годы — Педагог классического танца в Ленинградском хореографическом училище.
- С 1964 по 1969 годы — преподавала классический танец и методику классического танца в Ленинградском институте культуры.
- С 1969 по 1971 и 1976 — 1978 — преподаватель классического танца в Багдаде, участвовала в создании Иракской балетной школы.

С 1985 по 2007 годы педагог-репетитор Ансамбля классического балета при Новгородской филармонии.

#### Награды и премии
- Заслуженная артистка РСФСР (1954)
- Медаль «За боевые заслуги»